# 海への競争
海への競争（うみへのきょうそう、英:race to tha sea、フランス語: Course à la mer、ドイツ語: Wettlauf zum Meer、オランダ語: Race naar de Zee）は、第一次世界大戦中の1914年9月17日から10月19日頃、辺境の戦いとドイツ軍のフランスへの進出後に行われたものである。侵攻は第一次マルヌの戦いで阻止され、続いてフランスとイギリスの反撃である第一次エーヌの戦いが行われた。

## 背景
侵攻は第一次マルヌの戦い（9月5日から9月12日）で阻止され、続いて第一次エーヌの戦い（9月13日から9月28日）が行われ、フランスとイギリスの反撃が行われた。 フランス・イギリス軍とドイツ軍は、海まで北上するのではなく、ピカルディ、アルトワ、フランドル地方を通って互いに敵軍の北側面を包囲を試みた。この「競争」は10月19日頃にベルギーの北海沿岸で終了し、ディクスムイデから北海までの最後の空き地がアントワープ包囲戦（9月28日から10月10日）後に撤退したベルギー軍によって占領された。側面攻撃の試みにより、多くの遭遇戦が発生したが、どちらの側も決定的な勝利を得ることができなかった。